# Leptocephalus giganteus
Leptocephalus giganteus is een straalvinnige vissensoort uit de familie van rugstekelalen (Notacanthidae). De wetenschappelijke naam van de soort is voor het eerst geldig gepubliceerd in 1959 door Castle.